# سرپل رومانی

موقعیت لهستان در سال ۱۹۳۹ میلادی. رومانی به رنگ قهوه‌ای تیره درجنوب شرقی لهستان مشخص شده‌است

سرپل رومانی (به لهستانی:  Przedmoście rumuńskie) ناحیه‌ای در غرب اوکراین امروزی است که تا پیش از جنگ جهانی دوم جزئی از خاک لهستان بود. بر اساس نقشه‌های ارتش لهستان قرار بود در صورت تهاجم نیروهای آلمانی و عدم توانایی دفاع در برابر ایشان در نواحی مرزی، تمام نیروهای لهستانی باید برای دفاع نهایی به این ناحیه عقب‌نشینی می‌کردند.
مارشال لهستان ژنرال ادوارد ریدز-اشمیگوی امیدوار بود محیط سخت این منطقه که شامل تپه‌ها و دره‌ها و مرداب‌ها بود به همراه دو رود استری و دنیستر موقعیت خوبی را برای دفاع فراهم آورد تا نیروهای لهستانی بتوانند تا هنگامی که نیروهای فرانسوی و بریتانیایی به کمکشان بیایند در برابر ارتش آلمان نازی مقاومت کنند. این منطقه انبارهای بزرگی از مهمات را شامل می‌شد و با مرز رومانی نیز مرتبط بود، رومانی که در آن زمان متحد لهستان بود می‌توانست از طریق بنادرش در دریای سیاه ملزومات مورد نیاز نیروهای لهستانی را که قرار بود از فرانسه و بریتانیا ارسال شوند را به لهستانی‌ها برساند.
مقامات جمهوری دوم لهستان اعتبار زیادی برای این برنامه قائل بودند. آن‌ها چند هفته پیش از شروع تهاجم آلمان نازی، قسمت اعظم نیروی دریایی خود را تحت برنامه پکن به بریتانیا فرستادند و با وجود اینکه با رومانی در پیمان اتحاد بودند از فعال کردن این اتحاد خودداری کردند تا جلوی تهاجم نیروهای آلمانی به رومانی بگیرند اما در عوض بتوانند با استفاده از بندر کنستانتسا در خاک رومانی و کمک کشتی‌هایی که به بریتانیا فرستاده بودند ملزومات مورد نیاز ارتش لهستان را دریافت کنند. همچنین تمام گنجینه‌های بانک ملی لهستان به خاک رومانی منتقل شد که قسمتی از آن شامل ۸۲ تن طلا از طریق بنادر رومانی به متحدین غربی لهستان منتقل شد و قسمت دیگری در بانک ملی رومانی باقی ماند و نهایتاً در سال ۱۹۴۷ به لهستان پس داده شد.

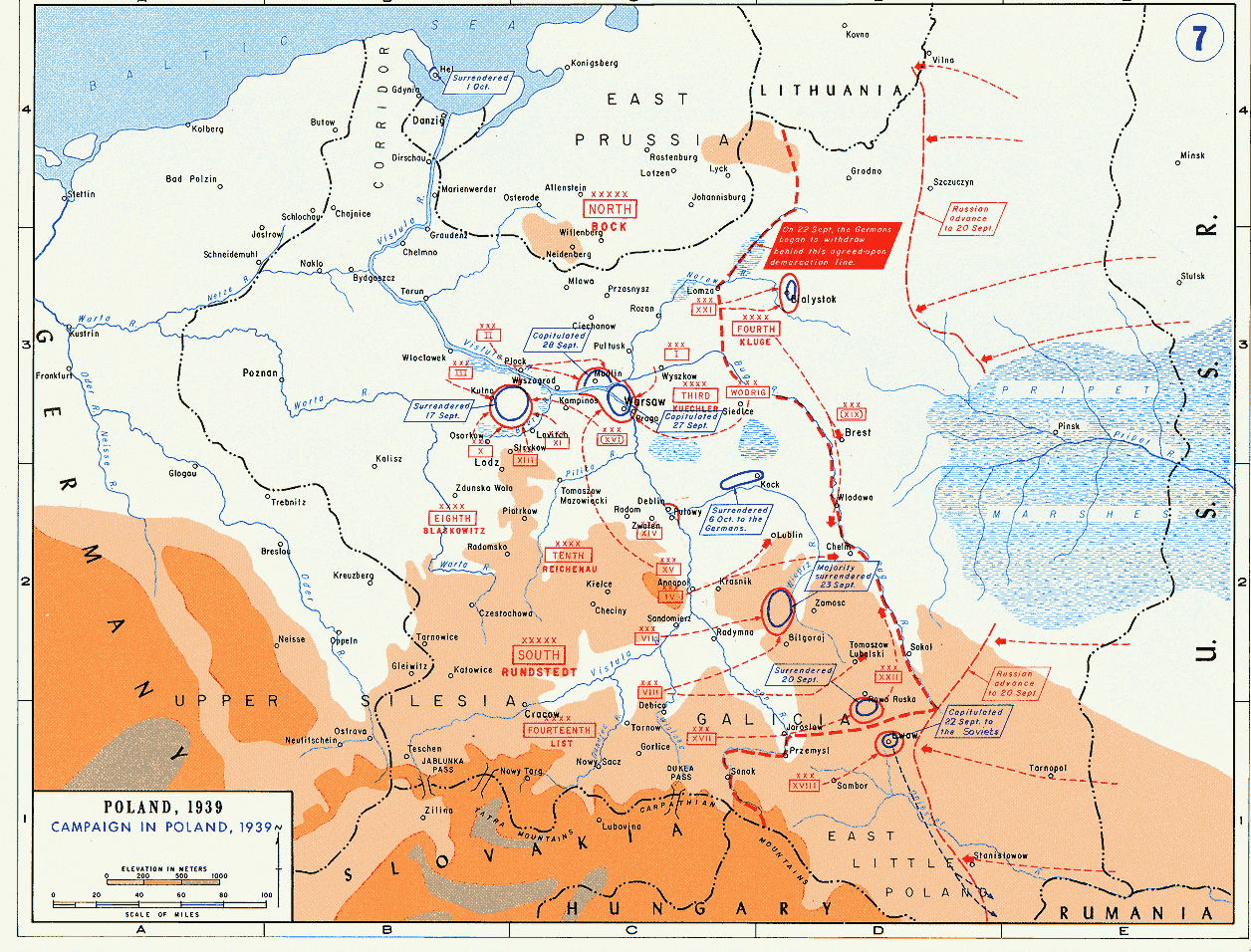
موقعیت نیروهای لهستانی (رنگ آبی) و نیروهای آلمان و شوری (قرمز) در روز ۱۴ سپتامبر و مسیر حرکت بعدی آن‌ها

در روز ۱۷ سپتامبر ارتش سرخ شوروی نیز از سمت شرق به لهستان حمله‌ور شد و متحدین غربی لهستان نیز تهاجم بزرگی را به خاک آلمان انجام ندادند و کمک مهمی به لهستانی‌ها نکردند. از این رو مشخص بود که دیگر ارتش لهستان توان دفاع در برابر دو ارتش آلمان و شوروی که از شرق و غرب وارد لهستان شده‌اند را ندارد از همین رو مقامات لهستانی به خاک رومانی گریختند و به نیروهای ارتش نیز دستور داده شد تا خود را به خاک فرانسه و بریتانیا برسانند تا در خاک فرانسه دوباره سازماندهی شده و جنگ را ادامه بدهند. تخمین زده می‌شود نزدیک به ۱۲۰۰۰۰ سرباز لهستانی از طریق این ناحیه به درون خاک رومانی و مجارستان وارد شدند که قسمت عمده ایشان به نیروهای مسلح لهستان در غرب پیوستند.